# Перес Паредес, Мануэль
Мануэ́ль Пе́рес Паре́дес (исп. Manuel Pérez Paredes; родился 19 ноября 1939, Гавана, Куба) — кубинский кинорежиссёр, сценарист и критик.

## Биография
Окончил режиссёрские курсы, организованные Хулио Гарсиа Эспиносой. После прихода к власти Фиделя Кастро работал в киноотделе Повстанческой армии. С 1960 года снимал документальные фильмы. На большом экране дебютирует в 1964 году («Надежда»). С 1974 года член Комитета Латиноамериканских кинематографистов. В 1977—1978 годах председатель секции кино, телевидения и радио Союза писателей и деятелей искусств Кубы.
В 1962—2013 годах состоял в браке с Мартой Вальядарес Мендес (исп. Martha Valladares Méndez): один ребёнок. Рост 175 см.

## Избранная фильмография

### Режиссёр
- 1961 — Пять пиков / Cinco picos (д/ф)
- 1962 — Кайманера /  (д/ф)
- 1963 — Была никелевая Ко. /  (д/ф)
- 1963 — Народ низких звёзд /  (д/ф)
- 1964 — Надежда / La esperanza
- 1966 — Большие и маленькие /  (д/ф)
- 1968 — Дезертир / El desertor
- 1973 — Человек из Майсинику / El hombre de Maisinicu
- 1977 — Шестая часть мира (киноальманах) /  (д/ф)
- 1977 — Рио-Негро / Río Negro (д/ф)
- 1984 — Два часа Эстебана Сайяса / La segunda hora de Esteban Zayas
- 1995 —  / Del otro lado del cristal
- 2004 — Че Гевара, каким вы его никогда не видели / Che Guevara donde nunca jamás se lo imaginan (д/ф)
- 2004 — / La solidaridad internacional (д/ф)
- 2006 — Страницы дневника Маурисио / Páginas del diario de Mauricio

### Сценарист
- 1973 — Человек из Майсинику / El hombre de Maisinicu
- 1977 — Рио-Негро / Río Negro (д/ф)
- 1984 — Два часа Эстебана Сайяса / La segunda hora de Esteban Zayas
- 1995 —  / Del otro lado del cristal
- 1999 —  / Operación Fangio
- 2001 —  / Pata negra
- 2004 — Че Гевара, каким вы его никогда не видели / Che Guevara donde nunca jamás se lo imaginan (д/ф)
- 2004 — / La solidaridad internacional (д/ф)
- 2005 — / Noche (к/м)
- 2006 — Страницы дневника Маурисио / Páginas del diario de Mauricio
- 2012 — / Dragoi ehiztaria

## Награды
- 1973 — номинация на Золотой приз Московского международного кинофестиваля («Человек из Майсинику»)
- 1973 — Приз ФИПРЕССИ Московского международного кинофестиваля («Человек из Майсинику»)
- 1977 — номинация на Золотой приз Московского международного кинофестиваля («Рио Негро»)
- 1977 — специальный приз Московского международного кинофестиваля («Рио Негро»)